# Barotrauma

Het effect van barotrauma op een kies

Barotrauma (ICD-10: T70.0-T70.2) wordt veroorzaakt door verschillen tussen de omgevingsdruk en de druk in luchthoudende (lichaams)holten. 
Om een longoverdruk te bekomen is gemiddeld een overdruk van 0,6 tot 0,8 bar nodig, maar in sommige uitzonderlijke gevallen (bijvoorbeeld als gevolg van aandoeningen) kunnen deze waarden omlaag gaan.
Dit komt met name voor bij duikers (zowel overdruk als onderdruk) en in mindere mate bij klimmers (alleen overdruk) of mensen die vliegen.

## Oorzaak barotrauma
De oorzaak van deze drukverschillen is de wetmatigheid dat het volume van een gas omgekeerd evenredig is met de druk van het gas. Dit is de wet van Boyle.

Bij het duiken kan bij het afdalen een onderdrukbarotrauma ontstaan. Alleen bij het opstijgen met perslucht kan overdrukbarotrauma ontstaan, als men opstijgt zonder uit te blazen.
Barotrauma (drukverwonding) kan in de volgende situaties voorkomen:
- "breath-hold dive" of de adem inhouden tijdens het afdalen of opkomen;
- Als men naar een diepte duikt, waarbij het restvolume van de longen wordt overschreden;
- drukverlies bij de luchttoevoer van de oppervlakte (standaardduiken);
- vallen onder water, waarbij de gastoevoer de snelheid van afdalen niet kan bijhouden.
- ongecontroleerde (nood)opstijging waarbij het lucht in de longen niet snel genoeg kan uitstromen.

## Enkele verschijnselen
- voor de duiker zelf:
  - onder water een toenemende pijn in de borst en benauwdheid, gevolgd door een heftige plotselinge pijn en mogelijk bewusteloosheid.
- voor anderen:
  - de getroffene geeft bloederig speeksel op en heeft een versnelde "bemoeilijkte" ademhaling;
  - blauwe verkleuring van de huid, lippen en tong.
  - klaagt over pijn in de borst.
  - bij een longoverdrukbarotrauma (opstijgen) kan een longembolie optreden waarbij een luchtbel in de hersens of longen terecht kan komen met dodelijke afloop.

Klimmers kunnen op grote hoogte last krijgen van overdruk in bijvoorbeeld de holten onder tandvullingen.
De holten die bij duikers tot letsel kunnen leiden zijn oren, longen, sinussen, duikbril, plooien in het duikpak en tandvullingen.